# Массо, Брюно
Брюно́ Массо́ (фр. Bruno Massot; род. 28 января 1989, Кан) — французский и немецкий фигурист, выступавший в парном катании. С Алёной Савченко он — олимпийский чемпион (2018), чемпион мира (2018), серебряный призёр чемпионата Европы (2016, 2017), победитель финала Гран-при (2017), двукратный чемпион Германии (2016, 2018) и обладатель исторических мировых рекордов в произвольной программе и по сумме баллов.
Массо начинал карьеру одиночником. После перехода в парное катание выступал с Камиль Фуше, а затем с Анн-Лор Летше, совместно с которыми становился бронзовым призёром чемпионата Франции. Со следующей партнёршей Дарьей Поповой был чемпионом Франции (2012) и участником чемпионата мира. В 2014 году начал кататься за Германию с Алёной Савченко, с которой добился основных успехов в карьере.

## Личная жизнь
15 апреля 2015 года Массо объявил о помолвке со своей девушкой Софи Левофр. 20 июля 2019 года они поженились. У пары двое детей — сын Лука (род. 1 октября 2018) и дочь Шарли (род. 19 мая 2020).

## Карьера

### Во Франции
Изначально Брюно выступал в одиночном катании, однако вскоре он перешёл в парное катание и встал в пару с Камиль Фуше. С ней он дважды выигрывал бронзовые медали на национальном чемпионате, дебютировал на международной арене на юниорском чемпионате мира в Болгарии. Через некоторое время он встал в пару с Дарьей Поповой.
С ней Брюно выиграл французский чемпионат и выступал на мировых и европейских чемпионатах. Получили право выступать на Олимпийских играх в Сочи. Однако Дарья Попова не имела французского гражданства и стартовать на главном турнире четырёхлетия не могла. Это повлияло на то, что впоследствии Массо сменил федерацию.

### В Германии
После чемпионата мира 2014 года объявлено, что ведущая немецкая пара распадается: 34-летний Шолковы решил завершить свою спортивную карьеру по причине предстоящей женитьбы. 30-летняя Савченко намерена была продолжить карьеру. Она предложила французскому фигуристу Брюно Массо завершить свои выступления с Поповой и готовиться к Олимпиаде 2018 в Корее с ней. Тренировать новую пару планировал Инго Штойер.
В дальнейшем Штойер расстался с новоиспечённой парой. Тренером дуэта стал немецкий специалист Александер Кёниг. После долгих раздумий пара приняла решение выступать за Германию; однако французская федерация долго препятствовала Массо в получении возможности представлять на льду соседнее государство.
Лишь в конце октября 2015 года федерациям удалось договориться, и в ноябре новая пара стартовала на дебютном турнире в Таллине. Дебют был удачен — первое место. Далее последовала победа в Варшаве на Кубке Варшавы, а затем на германском чемпионате. В Братиславе на континентальном чемпионате пара завоевала серебряные медали. Затем фигуристы уверенно выиграли Кубок Баварии. В начале апреля в Бостоне на мировом чемпионате немецкая пара оказалась лучшей из европейских, фигуристы завоевали бронзовые медали. Были улучшены достижения в сумме.
Новый предолимпийский сезон пара начала дома в Оберсдорфе на турнире Небельхорн, где они заняли первое место. В начале ноября немецкая пара выступила на этапе Гран-при в Москве, где на Кубке Ростелекома они в упорной борьбе заняли первое место. В середине ноября фигуристы выступили на этапе Гран-при в Париже, где на турнире Trophée de France они стали победителями, при этом превзошли своё прежние достижения в короткой программе. Это позволило им выйти в финал Гран-при, в Марселе. Однако за неделю до начала финала пара снялась с соревнований из-за травмы Алёны. Также они снялись и с национального чемпионата. В конце января пара стартовала на европейском чемпионате в Остраве, где повторили успех прошлого года и в сложной борьбе выиграли серебряную медаль, при этом Брюно улучшил свои прежние достижения в сумме и произвольной программе. В конце марта немецкие парники появились на мировом чемпионате в Хельсинки, где выиграли серебряную медаль. При этом они завоевали две путёвки для своей страны на Олимпийские игры и улучшили все свои прежние достижения.
В конце сентября немецкая пара приняла дома участие в Оберсдорфе, где на турнире Небельхорн, финишировали серебряными медалями. Через месяц пара выступала в серии Гран-при на канадском этапе, где они финишировали с серебряными медалями. В конце ноября на американском этапе в Лейк-Плэсиде они уверенно финишировали первыми. Это позволило им выйти в Финал Гран-при. На самом Финале в Нагое пара в упорной борьбе завоевала первое место и установила мировой рекорд в произвольной программе. На национальном чемпионате во Франкфурте-на-Майне фигуристы стали чемпионами. Для более серьёзной подготовки к Олимпийским играм пара решила пропустить европейский чемпионат. В начале февраля ещё до открытия Олимпийских игр в Южной Корее пара начала соревнования в командном турнире. Немцы в Канныне финишировали третьими. В дальнейшем сборная Германии не вышла в финальную часть.
На зимних Олимпийских играх в Пхёнчхане в паре с Алёной Савченко завоевал золото Олимпийских игр 2018 в Пхёнчане. Пара установила мировой рекорд в произвольной программе.
На чемпионате мира в Милане пара завоевала золотые медали. В произвольной программе фигуристы обновили свой рекорд, установленный на Олимпиаде в Пхенчхане, а по сумме баллов, набранных за две программы, ещё и улучшили мировой рекорд, принадлежащий Татьяне Волосожар и Максиму Транькову.

## Карьера тренера
Летом 2018 года пара сделала паузу в выступлениях. Оба партнёра занялись тренерской деятельностью. Брюно стал работать с австрийской парой Циглер и Кифер в составе тренерского штаба Шуберта.

## Спортивные достижения

### Результаты за Германию
(c А. Савченко)
| Сезон                                   | 2015—2016 | 2016—2017 | 2017—2018 |
| --------------------------------------- | --------- | --------- | --------- |
| Олимпийские игры Личные соревнования    |           |           | 1         |
| Олимпийские игры Командные соревнования |           |           | 7         |
| Чемпионаты мира                         | 3         | 2         | 1         |
| Чемпионаты Европы                       | 2         | 2         |           |
| Финалы Гран-при                         |           |           | 1         |
| Этапы Гран-при: Кубок Ростелекома       |           | 1         |           |
| Этапы Гран-при: Trophée de France       |           | 1         |           |
| Этапы Гран-при: Skate Canada            |           |           | 2         |
| Этапы Гран-при: Skate America           |           |           | 1         |
| Кубок Таллина                           | 1         |           |           |
| Кубок Варшавы                           | 1         |           |           |
| Небельхорн                              |           | 1         | 2         |
| Кубок Баварии                           | 1         |           |           |
| Чемпионаты Германии                     | 1         |           | 1         |

### Результаты за Францию (парное катание)
(c Д. Поповой)
| Соревнования/Сезон              | 2011—2012 | 2012—2013 | 2013—2014 |
| ------------------------------- | --------- | --------- | --------- |
| Чемпионаты мира                 |           |           | 15        |
| Чемпионаты Европы               | 8         | 7         | 11        |
| Этапы Гран-при: Кубок Китая     |           |           | 8         |
| Этапы Гран-при: Skate Canada    |           | 5         |           |
| Этапы Гран-при: Trophée Bompard |           | 7         | WD        |
| Турнир в Австрии                |           | 4         | 1         |
| Кубок Ниццы                     | 10        |           |           |
| Nebelhorn Trophy                |           | 5         |           |
| Трофей С-РВ                     | 4         |           |           |
| Чемпионаты Франции              | 1         | 2         |           |
| Командный чемпионат мира        | 4/6*      |           |           |

- В командном чемпионате мира первая цифра место в личном турнире, вторая цифра место команды.
- WD — фигуристы снялись с соревнований.

(c А.-Л. Летче)
| Соревнования/Сезон | 2010—2011 |
| ------------------ | --------- |
| Чемпионаты Франции | 3         |

(c К. Фуше)
| Соревнования/Сезон                        | 2007-08 | 2008-09 |
| ----------------------------------------- | ------- | ------- |
| Чемпионаты мира (юниоры)                  | 18      | 14      |
| Этапы юниорского Гран-при: Великобритания |         | 11      |
| Чемпионаты Франции                        | 3       | 3       |

### Результаты за Францию (одиночное катание)
| Соревнования/Сезон                 | 2006-07 |
| ---------------------------------- | ------- |
| Этапы юниорского Гран-при: Венгрия | 14      |
| Этапы юниорского Гран-при: Мексика | 9       |
| Чемпионаты Франции                 | 16      |